# Мама (фильм, 1999)
«Мама» — российский художественный фильм, отдалённо основанный на истории семьи Овечкиных, которые в 1988 году попытались бежать из СССР за границу, угнав самолёт.
Фильм стал возвращением народной артистки СССР Нонны Мордюковой на экран после пятилетнего перерыва и последним в её кинокарьере.

## Сюжет
Главными героями фильма являются Полина Юрьева и её пятеро (изначально шестеро) сыновей. Повествование перемешивается с воспоминаниями Полины и её старшего сына Лёнчика.
После войны Полина, живущая в деревне возле железнодорожной станции Шуя, вышла замуж за демобилизовавшегося солдата, который настолько был поражён её "игрой" на гармони, что сошёл с поезда, так и не доехав до дома. У них поочерёдно рождаются шестеро сыновей: Лёнчик, Никита, Николай, Василий, Павел и Юрий. Но из-за послевоенной нестабильности семья жила бедно, и как-то раз глава семьи попался на краже угля. Чтобы вызволить его, Полина решает заплатить тюремщикам большую взятку и продаёт всё их домашнее хозяйство. Но тюремщики присваивают деньги себе и расстреливают мужа при попытке к бегству, едва он отошёл от забора колонии. При этом Лёнчика ранят в спину и он становится инвалидом — не может ходить. Оставшись ни с чем и имея на руках шестерых детей (самый младший, Юрий, родился уже после заключения отца) Полина решает податься в Москву.
На вокзале Полина, сидя в раздумьях, видит, как Николаю удаётся выпросить у посетителя кафе сосиску, исполнив виртуозно кубинскую народную мелодию, которую в тот момент играли по радио. Это даёт Полине идею, и она основывает семейный эстрадный ансамбль «Весёлая семейка», в котором выступает в качестве художественного руководителя и администратора. Ансамбль получает большое массовое признание (им удаётся даже пробиться на сцену в Кремлёвском дворце съездов) и на какое-то время поправляет финансовое положение семьи. Но проходит время, популярность ансамбля угасает, а вместе с этим падает денежный доход семьи. Не желая учить сыновей каким-либо другим профессиям, а также будучи уверенной, что именно на Западе Лёнчика смогут поставить на ноги, Полина решается на террористический захват самолёта с целью угона на Запад. Но захват проваливается, и во время штурма самолёта погибает Никита. На суде Полина берёт всю вину на себя и просит приговорить её к высшей мере, а взамен отпустить детей, но суд решает иначе: Полину приговаривают к 15 годам (первые 5 лет в тюрьме), Николай и Василий попадают в колонию для несовершеннолетних на 8 лет, Павел и Юрий отправляются в детдом, а Лёнчика признают невменяемым и определяют в психиатрическую лечебницу.
Основное действие начинается, когда Полина выходит на свободу, отсидев все 15 лет. Она приходит к Лёнчику в больницу и пытается объяснить главврачу, что Лёнчик на самом деле психически здоров: она всегда знала, что он симулировал психическое расстройство, чтобы избежать уголовного преследования. Но Лёнчик при виде матери продолжает играть сумасшедшего. Вернувшись в их пустовавшую много лет московскую квартиру, она вспоминает былую славу их ансамбля и решает собрать снова вместе всех сыновей, которых судьба разбросала по разным концам света. Юрий рубит уголь на Донбассе и от голода, связанного с задержками зарплаты, похищает из цирка вместе с друзьями зебру и съедает её. Павел во Владивостоке возит проституток к клиентам и принимает наркотики. Василий воюет в «горячей точке» в Таджикистане. Николай плавает по Северному морскому пути и попутно оплодотворяет местных женщин в обмен на пушнину и прочие северные богатства.
Собрав четырёх сыновей, Полина объясняет им, что нужно забрать Лёнчика. Также она делится желанием снова жить вместе. Из-за Павла, который сказал, что ничего не хочет менять, братья ссорятся, а потом вспоминают историю с захватом самолёта. Полина продаёт квартиру и всё имущество, после чего четверо братьев с вырученными деньгами приходят в больницу, чтобы попытаться оформить над Лёнчиком опеку. Но, как и когда-то в случае с их отцом, доктора решают присвоить их деньги, поэтому попытка вызволить Лёнчика законным способом проваливается. Но братья тайком ночью пробираются в больницу и похищают его. После этого Полина и её дети на поезде едут на станцию Шуя, чтобы начать там новую жизнь. Здесь Лёнчик подтверждает, что он симулировал безумие. Он признаётся матери, что душевная травма от угона самолёта до сих пор не даёт ему покоя, и что в больнице ему на самом деле было хорошо и он вовсе не хотел, чтобы его освобождали. Он корит Полину за то, что она всегда всё решала за них, а они повиновались только из-за любви к ней. Полина, вспомнив, что и другим сыновьям тоже такое воссоединение не в радость, понимает, что он прав.
Приехав на станцию Шуя, Полина с удивлением обнаруживает, что за прошедшие десятилетия, когда в стране менялись власть и политика, платформа продолжает оставаться такой же, как и в тот день, когда она впервые встретила тут своего будущего мужа. От нахлынувших эмоций Полина не может сдержать слёз и просит прощения у сыновей. Они мирятся, но будут ли они дальше жить вместе — неизвестно.

## В главных ролях
- Нонна Мордюкова — Полина
  - Елена Панова — Полина в молодости
- Олег Меньшиков — Лёнчик
- Глеб Подгородинский — Никита
- Владимир Машков — Николай
  - Коля Поляков — Николай в детстве
- Алексей Кравченко — Василий
  - Андрей Шило — Василий в детстве
- Евгений Миронов — Павел
  - Вадим Антонов — Павел в детстве
- Михаил Крылов — Юрий
  - Петя Ившин — Юрий в детстве
- Максим Суханов — начальник спецбольницы
- Николай Чиндяйкин — главврач
- Андрей Панин — отец

## Съёмочная группа
- Автор сценария: Ариф Алиев
- Режиссёр-постановщик: Денис Евстигнеев
- Режиссёр: Тамара Владимирцева
- Операторы-постановщики: Павел Лебешев, Сергей Козлов
- Композитор: Эдуард Артемьев
- Звукаоператор Эльдар Шахвердиев

## Критика
Семье Овечкиных фильм не понравился из-за искажения причин, вследствие которых их семья-кинопрототип решилась на захват.
Дмитрий Быков в журнале «Искусство кино» отнёс фильм к неудаче его создателей. Высоко отозвавшись о режиссёрской работе Дениса Евстигнеева, он подверг критике сценарий за ошибки в фабуле сюжета, основанные на незнании советских реалий, невероятных допущениях и множестве анахронизмов.